# 小原ヨシツグ
小原 ヨシツグ（おはら よしつぐ、1月31日 – ）は、日本の漫画家。2016年（平成28年）、『ガタガール』で連載デビュー。

## 略歴
1月31日生まれ。北海道旭川市出身。
宮崎県で干潟の生物調査を経験した後、同人活動と他の漫画家のアシスタントを経て、講談社のコンクールで大賞を受賞し漫画家としてデビューする。

## 人物
特に好きな漫画はキン肉マン、ジョジョの奇妙な冒険シリーズ、グラップラー刃牙、HUNTER×HUNTER、みつどもえ、純情パインなど。ビデオゲームではロマンシング サ・ガのファンを公言している。自宅の水槽でカニ、ヨコエビ、オオウスバカゲロウなどを飼育している。シルバニアファミリーのフィギュアに自作の胴長を着せるなど、工作も趣味としている。

### 底辺漫画家みそ子ちゃん
小原本人の経験を下敷きにしたエピソードや、創作の裏話を語るエッセイ漫画。ボブカットの美少女は「義体」で、頭部に付着した異形の生物が「本体」であるとされる。単行本の扉絵に登場するほか、ツイッターで公開されている。

## 年譜
- 2012年（平成24年）— 『SPARKING GIRL』で第23回少年シリウス新人賞奨励賞を受賞[4]。
- 2014年（平成26年） — 『完璧な私がxxxなんて踏むはずがない!!』が第28回少年シリウス新人賞大賞に選ばれる[5]。
- 2016年（平成28年） — 『ガタガール』で初連載。（2017年まで）

## 作品リスト

### 漫画
太字は連載作品。
- SPARKING GIRL（第23回少年シリウス新人賞奨励賞作品）
- 完璧な私がxxxなんて踏むはずがない!!（第28回少年シリウス新人賞大賞作品、2014年、月刊少年シリウス）
- ガタガール（2016年 - 2017年、月刊少年シリウス）
- ガタガール特別編（2017年、月刊少年シリウス8月号）
- ガタガールsp. 阿比留中生物部活動レポート（2017年 - 2019年、マガジンポケット）
- オレと邪神と魔法使いの女の子（2019年 – 2021年 、水曜日のシリウス）
- わたしはツマミをあきらめない！ （2022年 - 2023年、水曜日のシリウス）[6]

### 出演ラジオ番組
- 中央エフエム「京橋漁業協同組合ラヂオ」（2017年9月）

### イベント
- 2017年 「目指せガタ漫画家！干潟漫画家小原ヨシツグ氏と描く、生きものスケッチ！」（ふなばし三番瀬環境学習施設オープニングイベント）
- 2017年 Wet.CAFE　第8回「ガタガールの秘密に迫る」（日本国際湿地保全連合）
- 2018年 特別企画展「ガタガール生物展」（白浜水族館）／「ガタガール原画展」（南方熊楠記念館）[7][8][9]
- 2018年 「三番瀬ワークショップまつり」小原ヨシツグ原画展（特定非営利活動法人三番瀬環境市民センター・行徳郷土文化懇話会）
- 2019年 「谷津干潟の日フェスタ」（ポスター）；「小原ヨシツグ トークショー＆サイン会」「特別展示「ガタガール原画展」（イベント）（谷津干潟自然観察センター）
- 2021年 「ガタガール」原画展（藤前干潟ふれあい事業実行委員会）